# Lunar Orbiter 2

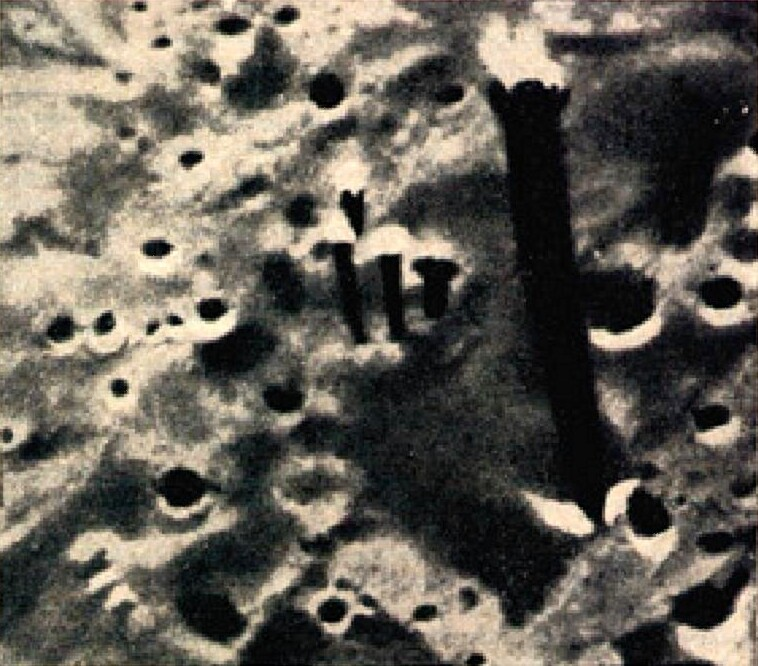
Foto eseguita dal Lunar Orbiter 2. Mare della Tranquillità.

Il Lunar Orbiter 2 fu il secondo satellite lunare appartenente al Programma Lunar Orbiter. Il suo scopo era quello di ottenere foto della Luna che permettessero di scegliere adeguati siti per gli atterraggi delle sonde Surveyor e per le missioni Apollo.

## La Missione
Il Lunar Orbiter 2 fu lanciato il 6 novembre del 1966 alle 23:21:00 UTC e si immise in un'orbita di parcheggio terrestre. Dopo 92,5 ore di volo raggiunse la Luna e si immise in orbita da cui scattò numerose fotografie della superficie lunare tra il 18 novembre e il 25 novembre. La trasmissione a terra delle immagini continuò fino al 7 dicembre, quando un malfunzionamento di un amplificatore causò la perdita di sei foto. In totale furono trasmesse a Terra 609 immagini ad alta risoluzione e 208 a media risoluzione. Alcune foto erano eccellenti, con una risoluzione fino ad 1 metro per pixel e una di queste, che ritraeva il cratere Copernicus, fu definita dai media la foto del secolo. A bordo, oltre alla strumentazione fotografica, trovavano posto un rilevatore di radiazioni, uno strumento per studiare il campo gravitazionale lunare e un rilevatore di micro meteoriti, il quale registrò tre impatti.
I contatti con la sonda durarono fino al suo impatto lunare, avvenuto l'11 ottobre 1967 alle coordinate 3° nord - 119,1° est.